# ماتي كوركي
ماتـّي كوركي (Matti Kurki) زعيم قبلي فنلندي أسطوري . إن كان شخصاً حقيقياً ، يعتقد أنه عاش في أواخر القرن الثالث عشر.
تـُحـدّث الحكايات الفولكلورية عن كوركي ماتـّي خصوصاً في إقليم بيركانما (فيسيلهتي ، بيركالا) بل أيضاً في لابي. تعود تأريخ أولى الإشارات الكتابية عن كوركي ماتـّي إلى القرن السابع عشر.
أشهر قصصه تتعلق بمبارزته لبوهتو ، المحارب الروسي-الكاريلي. و قد دارت المعركة بمكان ما بالقرب من لاوكو.
من المفترض أن يكون ماتـّي كوركي الجد الأكبر لأسرة كوركي الفنلندية النبيلة. أراضي عزبة لاوكو كانت ، وفقا للأساطير ، إما التعويض عن التنازل عن حقه في فرض الضرائب على الساميين ، أو لشجاعته وأفعاله في الحروب ضد الدنماركيين أعداء ملك السويد.